# Světové dny mládeže 1995
Světové dny mládeže 1995 byly celkově 8. celosvětovým setkáním mládeže pořádaným katolickou církví od roku 1984. Konaly se od 10. do 15. ledna 1995 v Manile na Filipínách. Bylo to poprvé, kdy se tato akce uskutečnila na půdě asijské země. Jednalo se zároveň o celkově druhou návštěvu Filipín papežem Janem Pavlem II., který setkání předsedal. Heslem těchto světových dnů mládeže byl úryvek z Janova evangelia: „Jako mne poslal Otec, tak já posílám vás.“ J 20, 21 (Kral, ČEP)
Mladí poutníci se shromáždili z mnoha různých částí světa, aby společně oslavovali Boha, poznávali jiné kultury a mluvili mezi sebou jako „bratři a sestry“. Událost provázelo mnoho různých akcí včetně „Barrio Fiesta“, kam bylo možno chodit za společností a zábavou. Během těchto dnů se navíc konaly bohoslužby téměř ve všech katolických kostelech na Filipínách. Závěrečnou mši svatou, konající se v Luneta Parku, navštívilo podle odhadů více než 5 milionů lidí, což je stávající historický rekord účastníků papežského setkání. Někteří se domnívají, že se jednalo o vůbec největší křesťanské setkání v historii, nicméně to nelze říci s jistotou.
Osm let poté se měl Jan Pavel II. ještě jednou vydat na Filipíny, kde se konalo světové setkání rodin v roce 2003. Vzhledem k jeho zdravotnímu stavu se však tato cesta již neuskutečnila a tak jeho návštěva v roce 1995 byla i jeho poslední.